# Hesperotettix viridis
El chapulín de la hierba de víbora (Hesperotettix viridis) es una especie de saltamontes perteneciente a la subfamilia Melanoplinae de la familia Acrididae. Se encuentra en América del Norte.

## Subespecies
Las siguientes subespecies pertenecen a la especie Hesperotettix viridis:
- Hesperotettix viridis brevipennis Thomas, 1874[1][2]
- Hesperotettix viridis nevadensis[nota 2][1]
- Hesperotettix viridis pratensis Scudder, 1897[nota 3][1][2]
- Hesperotettix viridis viridis Thomas, 1872[nota 4][1][2]